# Чэнь Лифу
Чэнь Лифу́ (кит. трад. 陳立夫, упр. 陈立夫, пиньинь Chén Lìfū, 27 июля 1900 — 8 февраля 2001) — китайский политик, государственный деятель, философ.

## Биография
Родился в семье офицера. Дядей Чэнь Лифу был известный революционер Чэнь Цимэй — один из основателей Гоминьдана, сподвижник Сунь Ятсена и Чан Кайши.
Образование получил в горном училище (Шанхай) и в Бэйянском университете (Тяньцзинь). В 1923—1925 годах продолжил образование в Питтсбургском университете.
Вернувшись в Китай и вступив в партию Гоминьдан, стал секретарем Чан Кайши.
В 1938—1944 занимал пост министра образования Китая.
Вместе со своим старшим братом Чэнь Гофу руководил так называемой «кликой Cи-Cи (Central club)» (то есть «кликой братьев Чэнь» — по первым буквам написания их фамилий латиницей). В эту группу входил также Гу Чжэнган (Ку Ченкан), будущий президент Всемирной антикоммунистической лиги.
Перед победой КПК в 1949 уехал в США. В 1968 переехал на Тайвань.
Автор ряда философских работ и мемуаров.